# Góra Bandurskiego
Góra Bandurskiego (niem. Eisenberg) – góra w południowo-wschodniej części Grzbietu Południowego Gór Kaczawskich, w północno-zachodniej części Kaczorowa (gmina Bolków), nad Kaczawą, na północ od Gór Ołowianych, o wysokości 534 m n.p.m. 
Północnymi stokami wzgórza przebiega linia kolejowa z Marciszowa do Jerzmanic Zdroju. Znajduje się tam stacja kolejowa Kaczorów i lokalny cmentarz. W Kaczorowie, na stokach południowo-wschodnich stoi szkoła podstawowa.